# فلسفة يابانية
الفلسفة اليابانية تاريخيا هي  مزيج من الشنتو المحلي التقليدي ومن الديانات القارية مثل البوذية والكونفوشيوسية. وفي السابق، تأثرت بشدة بكل من الفلسفتين الصينية والهندية، كما هو الحال مع الميتوكاغو و الزن. وحاليا، الكثير من الفلسفات اليابانية الحديثة  متأثرة بالفلسفة الغربية.

## فكر العصور القديمة والوسطى
قبل أن يصبح نظام الإقطاع راسخا في اليابان، كانت البوذية سائدة في الفكر الياباني. خلال فترة النارة، أحضر الأمير شوتوكو الثقافة البوذية لأسباب سياسية وليجعل البلد أكثر أمانا. وبعد بزوغ فترة الهييان (794-1185) بدأ إحلال شكل من أشكال البوذية الباطنية المعروفة بالميوكوعلى نطاق واسع. في آواخر عصر النبلاء، وعندما انتشر شعور التشاؤم  بسبب الاعتقاد بأن البوذية في تدهور في الأيام الأخيرة من هذا العالم، انتشرت حركة الأرض النقية التي شجعت على فكرة الحياة في المستقبل كوسيلة للتعامل مع اليأس «في الحياة في هذا العالم». أثناء فترة كاماكورا (1185-1333) التي هيمنت عليها الساموراي، بدأت فترة بوذية جديدة تنتشر للفئة الجديدة التي ظهرت وهي الساموراي.

### وصول البوذية وتأثيرها المبكر في اليابان
في اليابان القديمة، تزامن وصول البوذية مع بناء الوطنية وانشاء السلطة المركزية. تمكن الأمير شوتوكو ومعه أسرة سوغا من الانتصار على سلالة مونونوبي الذي كانت تتولى شؤون الدين في تلك الحقبة. وضع شوتوكو خطة وطنية للحوكمة على أساس توحيد القوانين مع البوذية. بالتعاون مع عائلة سوغا، أظهر شوتوكو، الذي كان مندوب الإمبراطورة سويكو، فهما عميقا في البوذية  مع أنها أفكار آتية من خارج اليابان، وخطط لتحقيق الاستقرار الوطني السياسة من خلال البوذية. وأطلق شعار «جعل البلد أمنا» ليدل أن السلام الوطني والأمن يأتيا من خلال القوة البوذية. في فترة نارا، خاصة في زمن الإمبراطور شومو، تم تشييد معابد الكوكابن -جي والكوكبن-ني-جي في جميع أنحاء البلاد وتشييد معابد تودائي-جي ودايبوتسو في نارا. وبلغت ذروة الحذوة البوذية في فترة النارا بدلالة إحضار السيامة الإمبراطورية من قبل حاكم سلالة تانغ المدعو جيانجين إلى معبد توداي-جي.
في حين أن بوذية النارا ركزت «على جعل البلد آمنا» فقط، إلا أن فكر الهيان البوذي جلب أيضا، بالإضافة للسلم الوطني والأمن،  الربح الدنيوية الشخصي. سميت الهيان البوذية بالميكو لأن معتنيقيها في كثير من الأحيان يمارسون التقشف الشديد ويحضرون الطلاسم ويصلون في الجبال. قام الراهب البوذي كوكاي، الذي تعلم الباطنية الصينية بينما كان في مهمة دبلوماسية،  بدمج البوذية اليابانية بالباطنية الصينية البوذية مما أنتج النموذج الياباني للبوذية المسمى شينغون. وأدخل سايتشو، وهو راهب بوذي أيضا، شعائر طائفة التينداي الصينية وقال أنه يجب إدخال تعاليم اللوتس سوترا في جوهر البوذية اليابانية.
في آواخر حقبة هيان، أدى اهتمام البوذية الهيانية بالأمور الدنيوية إلى إعلان الرهبان البوذيين  «عصر الخطيئة»  مما ألغى الخلاص الدنيوي، وبالتالي، أصبح هناك توجه إلى اعتبار العودة إلى الحياة بعد الموت (التناسخ) هو سبيل الوصول إلى فردوس البوذي بعد الممات. بالإضافة إلى ذلك، أدى الفكر الجديد الداعي إلى أن «البوذية ستهبط خلال الأيام الأخيرة من هذا العالم» إلى ارتفاع حركة التقاة. هذه الحركة التي تزعمها أكويا، وهو من أتباع حركة الأرض الطاهرة، دعت للإيمان بأميتابها وأفتت بامكانية وصول كل الناس إلى الجنة البوذية وليس الرهبان البوذيين فقط.

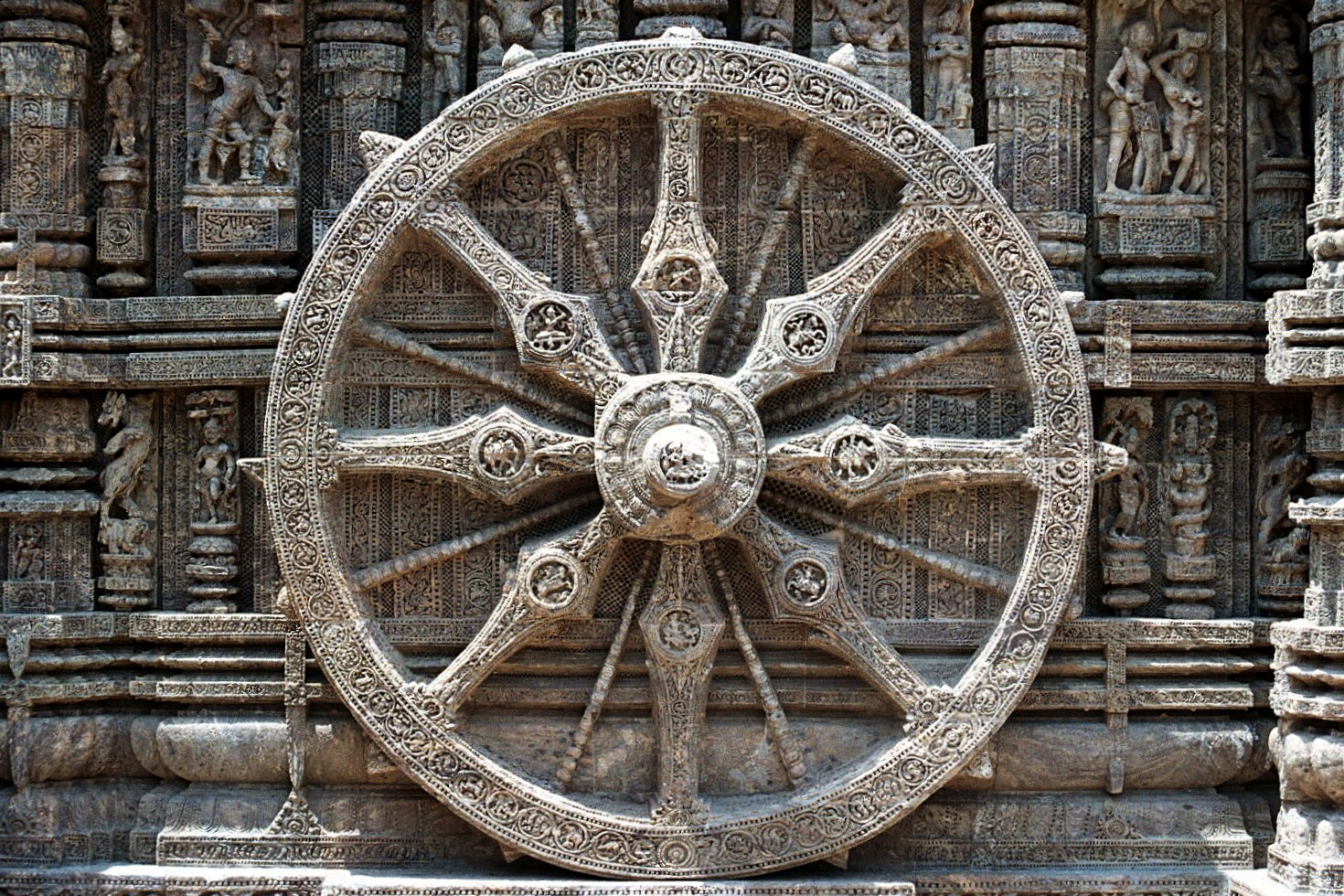
داهماكارا (العجلة البوذية)

### البوذية الكاماكوراية
في الإيمان الجودوي (Jodo)، والتي تأثرت بمذهب الجودو المنتشر في آواخر فترة هييآن، انتشرت فكرة الخلاص بمكرمة وسلطان من أميتابها. دعى هونر، الذي أسس طائفة الجودو البوذية، إلى هجر الممارسات النسكية تماما. وكان يعظ تلاميذه بالإيمان بأميتابها ودعى للصلاة بقوة بترداد اسم أمينتابها تكرار للذهاب إلى الجنة. ونشر تلميذه، شينران الذي أسس أرض البوذية الطاهرة، مباديء هونان وبشر بالتبعية المطلقة. وبدأ إيبين، مؤسس طائفة جيشو، بإدراج «الأناشيد الدينية الراقصة». 
بعكس إيمان الجودو، اعتمدت البوذية الزازنية التأمل الزني كأساس للتنور الذاتي.  وكان تلقى أيساي التعليم الرينزي في الصين. كان يعطى أتباعه مسألة صعبة ويدفعهم لحلها بأنفسهم حتى يصلوا للاستنارة بمفردهم. واعتنقت الطبقة العليا من الساموراي ففي فترة الكاماكورا الزين الرينزائي. بخلاف تعاليم  إيساي، بشر بالتنوير عن طريق التآمل الجلوسي.  
اتخذت المذاهب  النيشرينة البوذية (اليابانية: 法華系仏教法華系仏教 Hokke-kei Bukkyō) من الكاهن نيشرين كالمعلم واعتبره والدهم المؤسس. أكد في في تعاليمه، بسيادة لوتس السوترا. ودعا إلى تحقيق البوذية خلال فترة الحياة واعتبر فقهه التفسير الأحق للتعاليم البوذية الصحية الشكل للممارسة في اليوم الأخير من قانون مابو. من أطروحاته الرئيسية هو «ريشو أكوكونو رون» (التعليم الصحيح من أجل السلام في الأرض). وما زال الهتاف بشعار «نامو ميوهو رينغ كيو» ركيزة في ممارسة الشعائر في معظم البوذية النيشرينية في مدارسها ومؤسساتها.

### التنوير وحقوق الناس
في استعادة ميجي والفرنسية المجتمع المدني قدم، على وجه الخصوص، النفعي والداروينية الاجتماعية من إنجلترا، والسيادة الشعبية من جان جاك روسو في فرنسا.

## بيبليوغرافيا
Texts
- James W. Heisig, Thomas P. Kasulis, John C. Maraldo (eds.), Japanese Philosophy: A Sourcebook, Honolulu: University of Hawaiʻi Press, 2011.
- David A. Dilworth & Valdo H. Viglielmo, with Agustin Jacinto Zavala (eds.), Sourcebook for Modern Japanese Philosophy: Selected Documents, Westport: Greenwood Press, 1998.
- R. Tsunoda, W.T.de Bary, D. Keene (eds.), Sources of Japanese Traditions, New York: Columbia University Press, 1964, 2 vols.

دراسات
- H. Gene Blocker، Christopher L. Starling، Japanese Philosophy ، Albany، NY: State University of New York Press، 2001.
- هاجيمي ناكامورا، تاريخ الفكر الياباني: 592-1868. فلسفة يابانية قبل الثقافة الغربية دخلت اليابان ، لندن - نيويورك: كيجان بول، 1969.
- جينو ك. بيوفيسانا، الفكر الفلسفي الياباني المعاصر ، نيويورك: مطبعة جامعة سانت جون، 1969.

## وصلات خارجية
- الفلسفة اليابانية: موسوعة روتدليدج الفلسفية عبر الإنترنت
- الجمالية اليابانية من قبل غراهام باركس في موسوعة ستانفورد للفلسفة